# Histories e conquestes dels Reys de Arago e Comtes de Barcelona
Histories e conquestes dels Reys de Arago e Comtes de Barcelona és una crònica escrita el 1438 pel noble català mossèn Pere Tomic.

## L'obra
L'obra és una reivindicació del paper de l'aristocràcia militar enfront de la monarquia absoluta, i en són característiques les llargues llistes de la noblesa aragonesa, valenciana i catalana que participà en les empreses bèl·liques, sobretot marítimes, de la corona d'Aragó. Així mateix, les genealogies de llinatges nobles, en especial les referències al llinatge Pinós, i les precisions sobre Sicília entre els anys 1390 i 1416.
Així mateix, l'obra recull diverses llegendes de la corona d'Aragó, com ara la llegenda de Galceran de Pinós o el rescat de les cent donzelles, miracle atribuït a sant Esteve. Així, el 1431, un advocat que representava el gremi de fabricants d'eines de Barcelona va arribar a Bagà per obtenir còpia del document que autentificava el miracle realitzat per sant Esteve a Galceran II de Pinós. En una sessió realitzada davant de notari, l'advocat recollí el testimoni de diversos prohoms de Bagà, i figurava entre aquests el de mossèn Pere Tomic. Així mateix, mossèn Pere Tomic recollí altres llegendes, com l'anomenada llegenda dels camperols covards, en què la covardia de la pagesia davant dels musulmans en justifica la seva servitud a l'aristocràcia militar catalana. Aquesta tradició llegendària va rebre les crítiques de l'humanista Pere Miquel Carbonell.

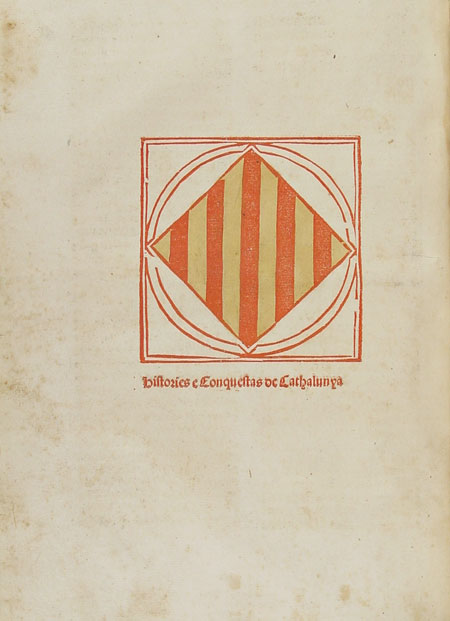
Facsímil de l'edició de Johan Rosembach, Barcelona, 4 de juny del 1495
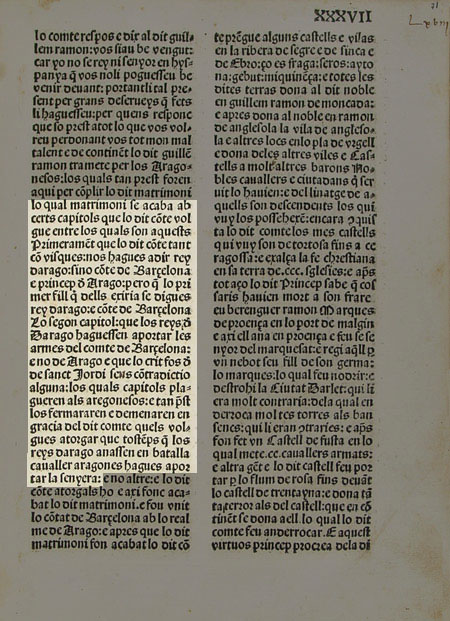
Llegenda de la senyera reial i els capítols matrimonials

## Edicions
Histories e conquestes dels Reys de Arago e Comtes de Barcelona fou acabada el 1438 a Bagà. Abans de ser editada, fou refosa per Gabriel Turell en la seva obra Recort, (1476). La primera edició data de 1495 i anà a càrrec de Johan Rosembach, de Barcelona, i porta per títol Histories e conquestas de Cathalunya. Posteriorment, l'obra fou retocada i continuada, reeditada els anys 1519 i el 1534 (en què arriba fins a l'any 1516); no tornà a ser editada fins al 1886, amb el nom d'Historias e Conquestas Dels Excellentissims e Catholics Reys De Arago.
- 1438, manuscrit. Histories e conquestes dels Reys de Arago e Comtes de Barcelona
- 1a edició, 1495, Barcelona: Histories e conquestas de Cathalunya[5][6]
- 2a edició i correcció, 1519: Histories e Conquestes del reyalme Darago e principat de Cathalunya[7]
- 3a edició i ampliació, 1534, Barcelona: Historias e Conquestas Dels Excellentissims e Catholics Reys De Arago e de lurs antecessors los Comtes de Barcelona[8]
- 4a edició i ampliació, 1543, València: Històries e conquestes dels reys d'Aragó e comtes de Catalunya (reedició facsímil del 1970)
- 5a edició, 1886, estampa La Renaixensa, Barcelona: Historias e conquestas dels excellentissims e catholics Reys de Arago e de lurs anteçessors, los Comtes de Barçelona
- 6a edició, 2009: Ed. Afers. Històries e Conquestes del Reialme d'Aragó e Principat de Catalunya[9]